# エムラ
株式会社エムラは、山口県防府市に本店を置く企業。ファッション衣料（婦人・紳士・服飾雑貨）、呉服、ジュエリー、高級皮革製品（バッグ・コート他）、寝装品、健康関連商品等を販売している大型専門店を展開する。

## 概要
防府市・周南市・山口市・岩国市に大型専門店を持ち、主に山口県内を中心に事業を展開する。いずれの店舗も、各都市の中心市街地に当たる地域に立地していたが、防府本店は2008年（平成20年）3月に同市中心部の栄町から郊外型ショッピングセンターのイオンタウン防府内に移転している。
また、宇部市にも大型店舗（宇部支店、同市常盤町）を構えていたが、経営資源を集中させるため2009年（平成21年）4月には「宇部きもの事業部」を発足させ、店舗営業を開始している。
2015年（平成27年）3月から防府市栄町でネットレンタル事業を立ち上げる。インターネットで全国へ礼服・喪服をレンタルするビジネス。2016年（平成28年）5月からメンズ・レディースのビジネススーツレンタルを追加する。

## 店舗一覧
- 防府本店 - 防府市鐘紡町7番1号（イオンタウン防府内）
- 山口支店 - 山口市米屋町1番13号
- 岩国支店 - 岩国市麻里布町2丁目9番26号
- 徳山支店 - 周南市銀南街13
- 宇部きもの事業部 - 宇部市常盤町2丁目4番23号
- ネットレンタル事業部ｰ防府市栄町1丁目6番31号2F

## 沿革
- 1935年（昭和10年）9月 - 防府市上天神町で江村呉服店として創業。
- 1951年（昭和26年）6月 - 法人化により、株式会社江村呉服店として設立。
- 1952年（昭和27年）4月- 徳山支店が開店。
- 1956年（昭和31年）7月 - 山口支店が開店。
- 1960年（昭和35年）3月 - 岩国支店が開店。
- 1965年（昭和40年） - 防府市栄町に本店を移転。
- 1968年（昭和43年）
  - 6月 - 社名を株式会社エムラに改称。
  - 12月 - 宇部支店が開店。
- 1970年（昭和45年）4月 - 山口支店本館が新築開店。
- 1973年（昭和48年）7月 - 子会社の友の会株式会社を設立。
- 1983年（昭和58年）4月 - 岩国支店を増築し新装開店。
- 1995年（平成7年）9月 - 山口支店を全面改装。
- 2003年（平成15年）9月 - 健康事業部を設立。
- 2008年（平成20年）3月 - 防府市鐘紡町のイオンタウン防府内へ本店を移転。。
- 2009年（平成21年）2月 - 宇部支店の店舗営業から撤退。ただし外商部門は存続。

- 2015年（平成27年）3月ｰ礼服レンタル.com開店[1]
- 2016年（平成28年）1月ｰ礼服喪服レンタル・楽天市場店開店
- 2016年（平成28年）5月ｰスーツレンタル.com開店[2]
- 2018年（平成30年）2月-礼服レンタル・yahoo店開店
- 2020年（令和2年）5月-フォーマルレンタル.net開店
- 2020年（令和2年）10月-産着レンタルのお宮まいり日和開店